# Кулкай, Джек
Джек Кулкай (англ. Jack Culcay; род. 26 сентября 1985, Амбато, Эквадор) — немецкий боксёр-профессионал, эквадорского происхождения, выступающий в первой средней и в средней весовых категориях. Участник Олимпийских игр (2008), чемпион мира (2009) и серебряный призёр чемпионата Европы (2008) в полусреднем весе, в любителях. Среди профессионалов бывший чемпион по версиям WBA interim (2015—2017), IBF International (2018—2019), WBO International (2019—2021) и чемпион Европы по версии EBU (2014—2015, 2018) в 1-м среднем весе.

## Любительская карьера
- На любительском ринге дебютировал в 12 лет.
- Любительский рекорд: 95-28-3
- Олимпийские игры 2008 года (полусредний вес)
  - проиграл Киму Чжон Чжу (Южная Корея) 11-11
- Чемпионат мира 2007 года (полусредний вес)
  - победил Жетмира Кули (Албания) 28-20
  - победил Зорана Митровича (Сербия) 39-12
  - проиграл Деметриусу Андраде (США) 9-30 (четвертьфинал)
- Чемпионат мира 2009 (полусредний вес)
  - 1/32 финала: прошёл автоматически
  - 1/16 финала: победил Хосама Барка Абдина (Египет) 10-5
  - 1/8 финала: победил Брайана Кастано (Аргентина) 14-5
  - 1/4 финала: победил Торбена Киллера (Дания) 5-2
  - 1/2 финала: победил Ботиржона Махмудова (Узбекистан) 6-4
  - финал: победил Андрея Замкового (Россия) 7-4
- Чемпионат Европы 2008 года (полусредний вес)
  - 1/16 финала: победил Дмитрия Митрофанова (Украина) 15-3
  - 1/8 финала: победил Уильяма Маклайна (Ирландия) 7-2
  - 1/4 финала: победил Александра Ракислова (Россия) 6-3
  - 1/2 финала: победил Джейо Чигера (Франция) 9-1
  - финал: проиграл Магомеду Нуротдинову (Беларусь) RSCI 3 (завоевал серебро)

## Профессиональная карьера
Кулкай дебютировал на профессиональном ринге в декабре 2009 года в первом среднем весе в Германии. В 12-м бою, прошедшем в августе 2012 года, завоевал интерконтинентальный титул по версии WBA. В апреле 2012 года потерпел первое поражение. Проиграл близким решением судей аргентинцу Гуидо Николасу Питто. В следующем бою закрыл поражение и взял реванш.
В августе 2014 года завоевал титул чемпиона Европы по версии EBU.
В мае 2015 года победил по очкам немца, Мориуса Вебера (21-1-1) и завоевал титул временного чемпиона мира в первом среднем весе по версии WBA.
11 марта 2017 года проиграл раздельным решением судей Деметриусу Андраде и утратил титул чемпиона мира по версии WBA в 1-м среднем весе.
9 июня 2018 года завоевал вакантный титул чемпиона Европейского Союза по версии EBU.
23 ноября 2019 года Джек Кулкай в Берлине завоевал титул WBO European в первом среднем весе одолев в поединке немецкого боксера Джаму Сауди. Победу Джек одержал судейским решением по итогам 12-и раундов.

### Бой за титул IBF с Бахрамом Муртазалиевым
6 апреля 2024 Фалькензе (Германия) состоялся титульный поединок с россиянином Бахрамом Муртазалиевым. Кулкай в первой половине боя демонстрировал слабое выступление, уступая инициативу сопернику. Чеченец в 10-м раунде начал просто избивать оппонента. Кулкай смог продержаться до 11-й трехминутки, но до конца боя так и не дотянул — успел подняться на ноги, однако рефери решил остановить встречу, присудив победу россиянину техническим нокаутом.

## Список профессиональных поединков
В таблице перечислены результаты всех поединков боксёров.
В каждой строке указан результат поединка. Дополнительно номер поединка обозначен цветом, который обозначает итог поединка. Расшифровка обозначений и цветов представлена в нижеследующей таблице.
| Пример | Расшифровка                     |
| ------ | ------------------------------- |
|        | Победа                          |
|        | Ничья                           |
|        | Поражение                       |
|        | Планируемый поединок            |
|        | Поединок признан несостоявшимся |
| КО     | Нокаут                          |
| ТКО    | Технический нокаут              |
| PTS    | Решение судей (по очкам)        |
| UD     | Единогласное решение судей      |
| MD     | Решение большинства судей       |
| SD     | Раздельное решение судей        |
| RTD    | Отказ от продолжения боя        |
| DQ     | Дисквалификация                 |
| NC     | Поединок признан несостоявшимся |

| 38 поединков, 33 победы (14 нокаутом), 5 поражений. | 38 поединков, 33 победы (14 нокаутом), 5 поражений. | 38 поединков, 33 победы (14 нокаутом), 5 поражений. | 38 поединков, 33 победы (14 нокаутом), 5 поражений. | 38 поединков, 33 победы (14 нокаутом), 5 поражений.                        | 38 поединков, 33 победы (14 нокаутом), 5 поражений. | 38 поединков, 33 победы (14 нокаутом), 5 поражений.                                                                                 | 38 поединков, 33 победы (14 нокаутом), 5 поражений. |
| Бой                                                 | Рекорд                                              | Дата боя                                            | Соперник                                            | Место проведения боя                                                       | Результат                                           | Примечание |                                                     |
| --------------------------------------------------- | --------------------------------------------------- | --------------------------------------------------- | --------------------------------------------------- | -------------------------------------------------------------------------- | --------------------------------------------------- | --- | --------------------------------------------------- |
| 38                                                  | 33-5                                                | 6 апреля 2024                                       | Бахрам Муртазалиев (21-0)                           | Stadthalle, Фалькензе, Германия                                            | KO 11 (12), 2:50                                    | Бой за вакантный титул чемпиона мира по версии IBF в 1-м среднем весе.                                                              |                                                     |
| 37                                                  | 33-4                                                | 1 июля 2023                                         | Хуан Адриан Монсон (8-4-3)                          | Unihalle Wuppertal, Вупперталь, Германия                                   | KO 2 (8), 0:51                                      | |                                                     |
| 36                                                  | 32-4                                                | 12 ноября 2022                                      | Дамиано Фальчинелли (15-1)                          | AGON Sportpark, Берлин, Германия                                           | UD 8                                                | Счёт судей: 79-74, 79-76, 77-75. |                                                     |
| 35                                                  | 31-4                                                | 2 июля 2022                                         | Эмануэле Каваллуччи (13-5-1)                        | Stadtwerke Arena, Эрдинг, Германия                                         | UD 10                                               | Счёт судей: 99-90, 100-89, 99-90.                                                                                                   |                                                     |
| 34                                                  | 30-4                                                | 11 марта 2022                                       | Халил Эль Хараз (14-2-1)                            | AGON Sportpark, Берлин, Германия                                           | UD 10                                               | Счёт судей: 98-93, 97-93, 98-92. |                                                     |
| 33                                                  | 29-4                                                | 28 августа 2020                                     | Абасс Барау (9-0)                                   | Havelstudios, Берлин, Германия                                             | SD 12                                               | Счёт судей: 115-114, 113-116, 115-113.                                                                                              |                                                     |
| 32                                                  | 28-4                                                | 12 июня 2020                                        | Говард Косполит (18-7-3)                            | Havelstudios, Берлин, Германия                                             | UD 12                                               | Защитил титул чемпиона по версии WBO International (1-я защита Кулкая) в 1-м среднем весе. Счёт судей: 117-111, 116-112, 118-110.   |                                                     |
| 31                                                  | 27-4                                                | 23 ноября 2019                                      | Джама Саиди (16-0)                                  | Arena Berlin, Берлин, Германия                                             | UD 12                                               | Завоевал титул чемпиона по версии WBO International в 1-м среднем весе. Счёт судей: 115-113, 118-110, 116-112.                      |                                                     |
| 30                                                  | 26-4                                                | 15 июня 2019                                        | Стефано Кастелуччи (32-8)                           | Sport and Congress Center, Шверин, Мекленбург-Передняя Померания, Германия | UD 8                                                | Счёт судей: 80-72, 80-72, 80-72. |                                                     |
| 29                                                  | 26-3                                                | 13 апреля 2019                                      | Сергей Деревянченко (12-1)                          | Minneapolis Armory, Миннеаполис, Миннесота, США                            | UD 12                                               | Бой за статус обязательного претендента на титул чемпиона мира по версии IBF в среднем весе. Счёт судей: 112-116, 112-116, 113-115. |                                                     |
| 28                                                  | 25-3                                                | 22 сентября 2018                                    | Рафаэль Бехаран (25-2-1)                            | MBS Arena, Потсдам, Бранденбург, Германия                                  | TKO 10 (12), 1:25                                   | Завоевал вакантный титул чемпиона по версии IBF International в среднем весе.                                                       |                                                     |
| Бой                                                 | Рекорд                                              | Дата боя                                            | Соперник                                            | Место проведения боя                                                       | Результат                                           | Примечание |                                                     |